# Marshallkreek
Marshallkreek est un ressort situé dans le district de Brokopondo, au Suriname. Sa population au recensement de 2012 était de 1 171 habitants.